# Channapatna, Koratagere
Channapatna là một làng thuộc tehsil Koratagere, huyện Tumkur, bang Karnataka, Ấn Độ.